# Il vile (film)
Il vile (The Coward) è un film muto del 1915 diretto da Reginald Barker e da Thomas H. Ince.
John Gilbert fa qui il suo debutto sullo schermo nel ruolo di un giovane virginiano (l'attore non venne accreditato nei titoli).

## Trama

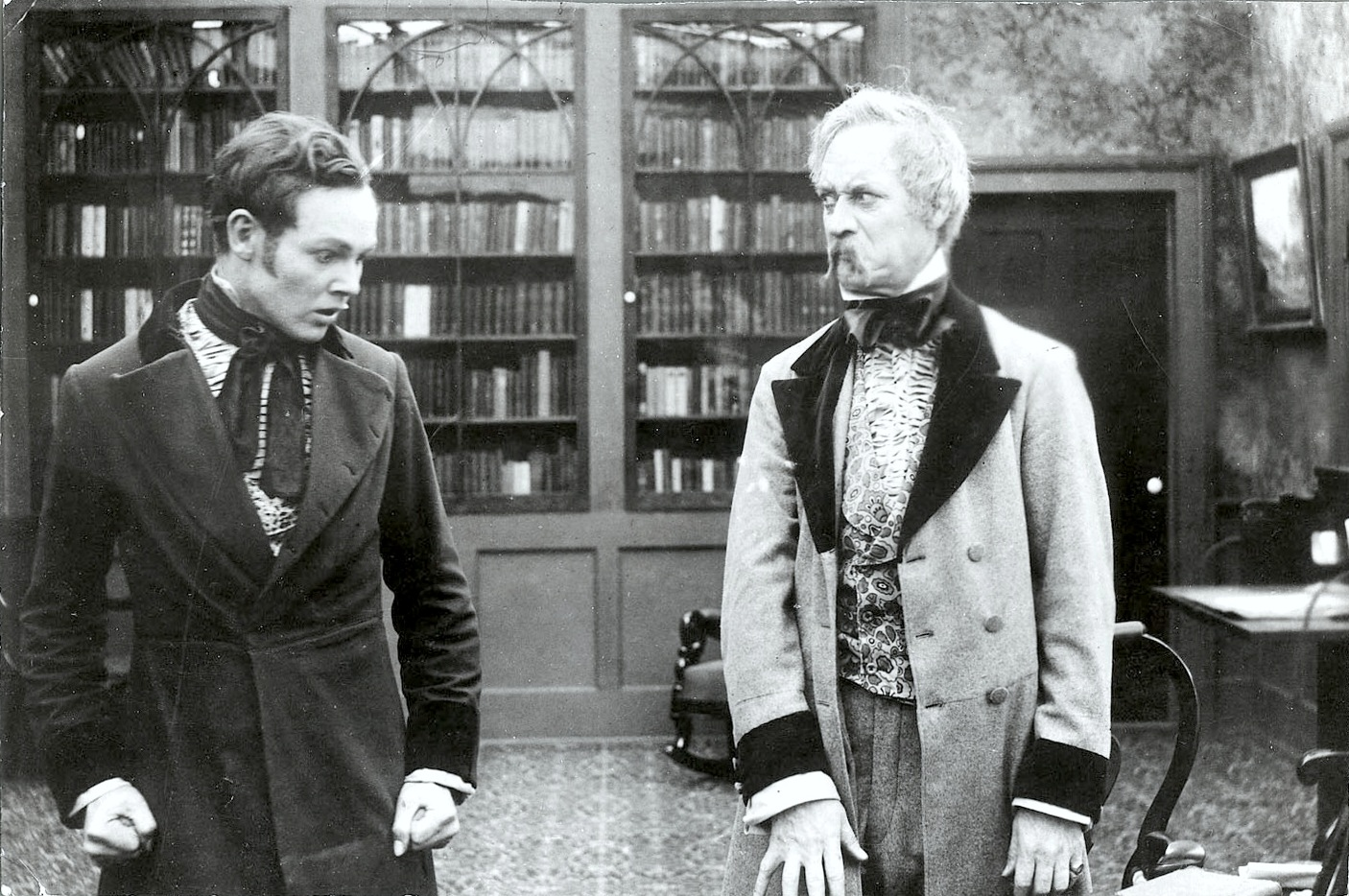
Charles Ray e Frank Keenan

Durante la guerra di secessione, Frank Winslow - un soldato confederato che era stato spinto dal padre ad arruolarsi - colto dal panico, fugge dalla battaglia. Il padre, un colonnello veterano della guerra messicana, per salvare l'onore dei Wiinslow, prende il posto del figlio nella sua compagnia.
Il giovane, quando si rende conto di avere delle informazioni vitali per i suoi, si trova a dover decidere tra la sua coscienza e la paura. Vince il dovere. A cavallo, il giovane cerca di raggiungere i confederati. Ma, giunto vicino alle linee amiche, verrà scambiato per un corriere nordista e sarà proprio suo padre che gli sparerà, colpendolo. Benché ferito, Frank riesce ad avvisare il comandante sudista. A fine guerra, il giovane si riunirà al padre.

## Produzione
Il film - che aveva il titolo di lavorazione Blood Will Tell - fu prodotto nel 1915 dalla Kay-Bee Pictures e dalla New York Motion Picture con un budget stimato di 18.000 dollari. Fonti moderne attribuiscono la sceneggiatura a C. Gardner Sullivan. Le riviste riportano la lunghezza del film in cinque rulli mentre il secondo copyright segna una lunghezza di sei rulli.
Nel giugno dello stesso anno, era uscito un The Coward, cortometraggio della Essanay Film Manufacturing Company con protagonista Sheldon Lewis.

## Distribuzione
Il copyright del film, richiesto dalla Triangle Film Corp., fu registrato il 29 ottobre 1915 con il numero LU6808; un secondo copyright, registrato il 14 novembre, porta il numero LP10538.
Distribuito dalla Triangle Distributing, il film uscì nelle sale degli Stati Uniti il 14 novembre 1915 dopo essere stato presentato a New York il 3 ottobre di quell'anno. In Belgio, il film prese - in francese - il titolo Un lâche.
Copia completa della pellicola si trova conservata negli archivi del Museum of Modern Art di New York, in quelli della Library of Congress di Washington, della Cinématèque Royale de Belgique di Bruxelles, del George Eastman House di Rochester, della Cineteca Nazionale di Roma, dell'UCLA Film And Television Archive di Los Angeles, dell'Academy Film Archive di Beverly Hills, del Danish Film Institute di Copenaghen, dell'Harvard Film Archive di Cambridge.
Il 19 dicembre 2000, il film è stato distribuito sul mercato americano riversato su DVD.